# 선봉역
선봉역(先鋒驛)은 조선민주주의인민공화국 함경북도 라선시 선봉구역에 위치한 함북선과 승리선의 철도역이다.

## 연혁
- 1929년 11월 16일: 성진역(雄基驛)으로 영업 개시[1]
- 일자 불명: 선봉역으로 개칭

## 같이 보기
- 조선민주주의인민공화국의 철도